# Gérard Lépinois
Pour les articles homonymes, voir Lépinois.
Gérard Lépinois, né en 1946, est un écrivain et dramaturge français. Il écrit notamment pour le théâtre de marionnettes.
Avec le comédien et metteur en scène Dominique Houdart, il mène une recherche théâtrale qui donne lieu à plusieurs créations dont La Petite Physique des quatre éléments (1985), poèmes philosophiques joués par un marionnettiste. Ensemble,ils inventent le personnage de Padox, dessiné et réalisé par le scénographe Alain Roussel. Marionnette à taille humaine, archétype de l'homme contemporain, Padox se produit sur scène et intervient aussi dans l'espace public (La Nuit et ses épingles, 1981 ; La Deuxième Nuit, 1986, La Troisième Nuit de Padox, 1995 ; Padox au parfum, 1997 ; Padox café-concert, 1998 ; Padox Parade, 1992 ; Padox dans la cité depuis 1995).
Les textes de Gérard Lépinois sont montés par des metteurs en scène : Farid Paya, Claude Bernhardt, Moustapha Aouar, Yves Marc, Michel Dezoteux, des marionnettistes :  Dominique Houdart, Philippe Casidanus, Francis Jolit, et une chorégraphe : Brigitte Dumey.
Il contribue aussi à plusieurs revues théâtrales, comme L’Art du théâtre ou Théâtre/Public. Il publie essais et textes de fiction aux éditions Verdier et aux éditions des Cahiers de l'égaré.

## Œuvres publiées
- Chignol perds pas tes bas Gnafron, éditions Pierre-Jean Oswald, 1976
- Dodeca ou de l'Audition, Recherche-action théâtre ouvert, 1983
- La Petite Physique des quatre éléments, CDDP des Vosges, 1995
- L’Action d’espace, Deyrolle, 1992
- Un, Deyrolle, 1992
- Pas la mort, Deyrolle, 1995
- Il faut que la neige fonde ou l'École imprévue, éditions des Cahiers de l'égaré, 2003
- Fiction du capital, éditions des Cahiers de l'égaré, 2008
- L'Argent, éditions des Cahiers de l'égaré, 2011
- Le Hasard et la Mort, éditions des Cahiers de l'égaré, 2011
- Bricoles, éditions des Cahiers de l'égaré, 2014
- La Rivière Golshifteh, éditions des Cahiers de l'égaré, 2018.
- Glups, éditions des Cahiers de l'égaré, 2023.